# Hassels (Solingen)
Hassels, teils auch Hasselsheide genannt, war eine der Ortslagen und Hofschaften, die ab Ende des 19. Jahrhunderts in der expandierenden Stadt Ohligs aufgingen, die heute ein Stadtteil Solingens ist.

## Lage und Beschreibung
Hassels lag westlich des Ohligser Stadtteilzentrums am dortigen Übergang zur Ohligser Heide. Die Lage des Ortes wird in den meisten Karten des 19. Jahrhunderts wie folgt angegeben: An der heutigen Straße Hermann-Löns-Weg zwischen dem späteren Stadion am Hermann-Löns-Weg und der Schwanenstraße mit dem dortigen Eingang zum Waldfriedhof Solingen. Benachbarte Ortslagen sind bzw. waren (von Nord nach West): Pannenschoppen, Dunkelnberg, Anfang, Bockstiege, Piepers, Klein-Ohligs, Hackhausen, Engelsberger Hof und Bauermannsheide. 

## Geschichte
Das Gebiet des heutigen Ohligser Stadtzentrums war zu Beginn des 19. Jahrhunderts nur locker durch einige Ortslagen und Hofschaften besiedelt, darunter auch die Ortslage Hassels, die vielleicht zu dieser Zeit noch eine Streusiedlung zwischen den heutigen Straßen Hermann-Löns-Weg und Schwanenstraße war. Hassels wurde in den Ortsregistern der Honschaft Schnittert geführt. Der Ort ist in der Topographische Aufnahme der Rheinlande von 1824 als Hasſels verzeichnet und zwar östlich im Bereich Schwanenstraße. Die Preußische Uraufnahme von 1844 verzeichnet den Ort als Hassel, nun aber deutlich weiter westlich im Bereich Hermann-Löns-Weg. Die Topographische Karte des Regierungsbezirks Düsseldorf von 1871 verzeichnet in der Umgebung von Hassels mehrere unbenannte Orte.
1832 war Hassels(heide) weiterhin Teil der Honschaft Schnittert innerhalb der Bürgermeisterei Merscheid. Der nach der Statistik und Topographie des Regierungsbezirks Düsseldorf als Hofstadt kategorisierte Ort besaß zu dieser Zeit 19 Wohnhäuser und zwei landwirtschaftliche Gebäude. Zu dieser Zeit lebten 52 Einwohner im Ort, davon 27 katholischen und 25 evangelischen Bekenntnisses.
Die Bürgermeisterei Merscheid wurde 1856 zur Stadt erhoben und im Jahre 1891 in Ohligs umbenannt. Dem war 1867 die Eröffnung eines Bahnhofes auf freiem Feld bei Hüttenhaus vorausgegangen, des Bahnhofes Ohligs-Wald, der heute den Namen Solingen Hauptbahnhof trägt. Die nahegelegene größere Hofschaft Ohligs gewann an Bedeutung und entwickelte sich infolge der Nähe zu dem Bahnhof zu einem der Siedlungszentren in der Stadt Merscheid. Viele umliegende Ortslagen und Hofschaften verloren ihre solitäre Lage und gingen in der sich ausbreitenden geschlossenen gründerzeitlichen Bebauung der Stadt vollständig auf.:113 So auch Hassels, das in der Preußischen Neuaufnahme von 1893 als Hassels verzeichnet ist. In der Hofacker-Karte von 1898 ist der Ort ebenfalls als Hassels verzeichnet. Die durch den Ort führende Straße (heute Hermann-Löns-Weg) erhielt den Namen Hasselsstraße. Der Ort ging zu Beginn des 20. Jahrhunderts in der geschlossenen Bebauung auf, die Ortsbezeichnung verschwand vom Stadtplan. 
Mit der Städtevereinigung zu Groß-Solingen im Jahre 1929 wurde der Ort nach Solingen eingemeindet. Aufgrund der Verwechslungsgefahr zur Hasselstraße in Solingen-Mitte wurde der Straßenname der Hasselsstraße in Ohligs am 5. Mai 1934 zu Ehren des Dichters Hermann Löns in Hermann-Löns-Weg geändert. Seither erinnert nichts mehr an den einstigen Ort.